# Stekelsporige wimperzwam
De stekelsporige wimperzwam (Scutellinia trechispora) is een schimmel uit de familie Pyronemataceae. Hij leeft saprotroof op de grond. Hij komt voor op tamelijk voedselrijke, vaak kalkhoudende zand-, leem- of kleibodems, vooral op beschaduwde, ± permanent vochtige, kale plekjes langs paden, in tractorsporen, hoefafdrukken. 

## Kenmerken
Kenmerkend voor deze soort zijn:
- Apothecia (vruchtlichamen): 1,5-9 mm in diameter, bruin root tot scharlakenrood met duidelijke rand
- Randharen: bruin, 500-2060 μm lang, 26-48 μm breed, complexe wortel, 6-15 septaat, haarwand 4-8 μm dik, met puntige top
- Sporen: 14,7-17,3 × 14,7-17,3, rond (Q=1)
- Sporenornamentatie: 2,5 μm hoog bestaande uit stekels, laat niet los na verhitten in katoenblauw
- Asci: 260-310 × 19–26 μm
- Parafysen: gesepteerd, 2,5–3,7 μm breed oplopend tot 6,0–11,5 μm aan de top.

## Verspreiding
De meeste vindplaatsen van deze soort komen liggen in Europa. Het komt voor in het hele gebied, behalve in Zuidoost-Europa. Buiten Europa is gemeld dat deze soort voorkomt in Noord-Amerika en Azië
In Nederland komt de stekelsporige wimperzwam zeldzaam voor.

## Foto's

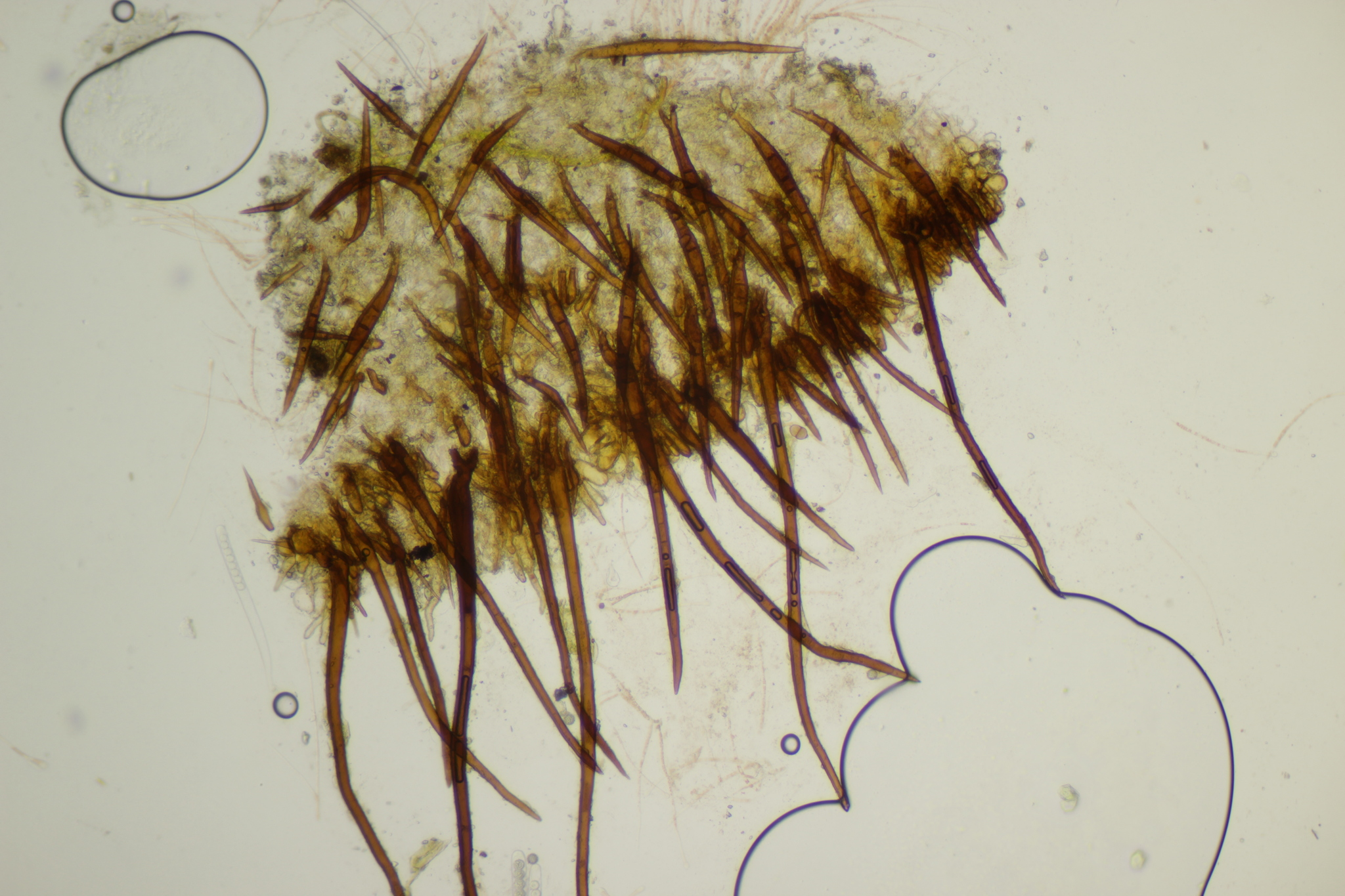
Randharen
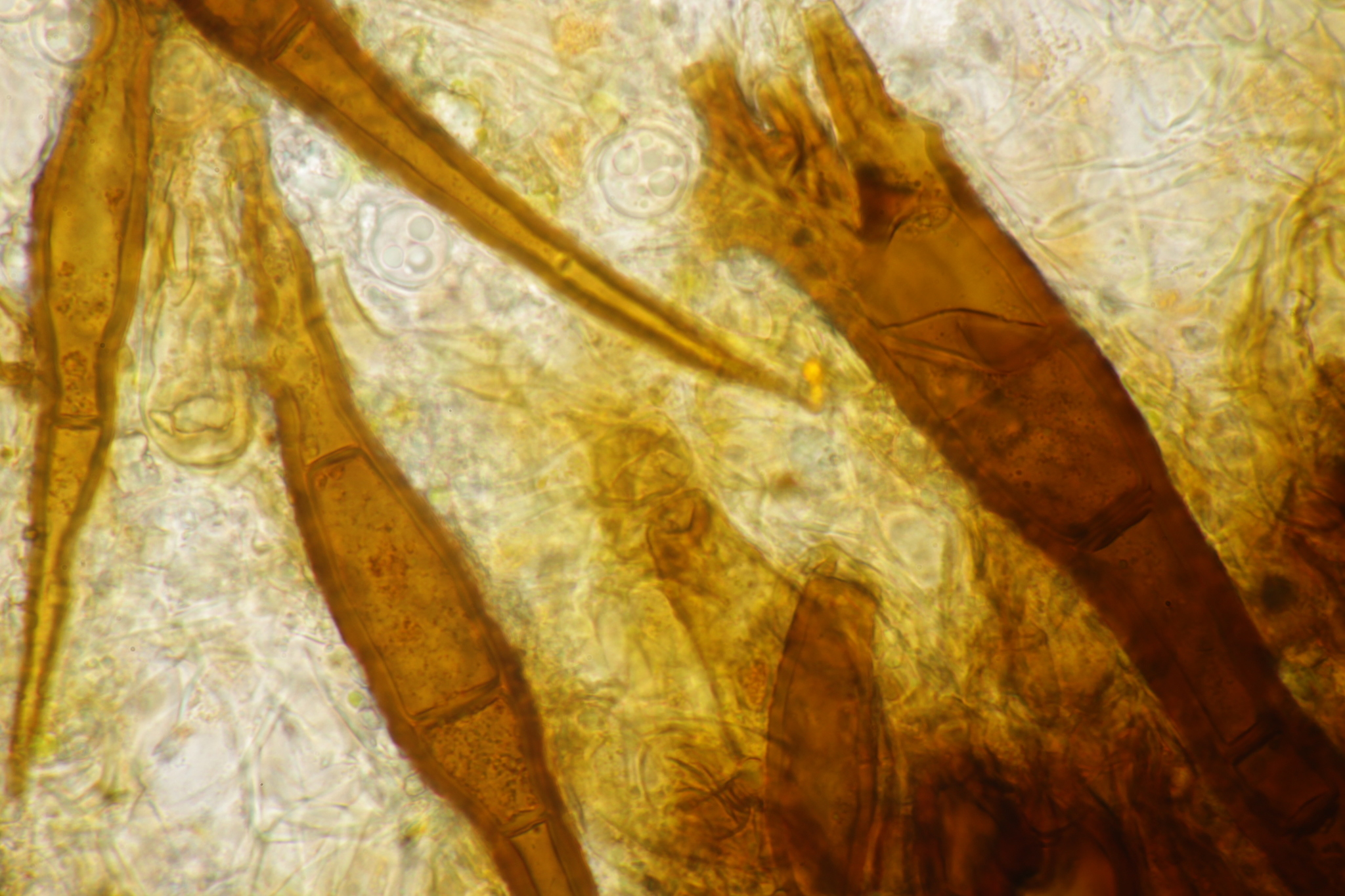
Wortel
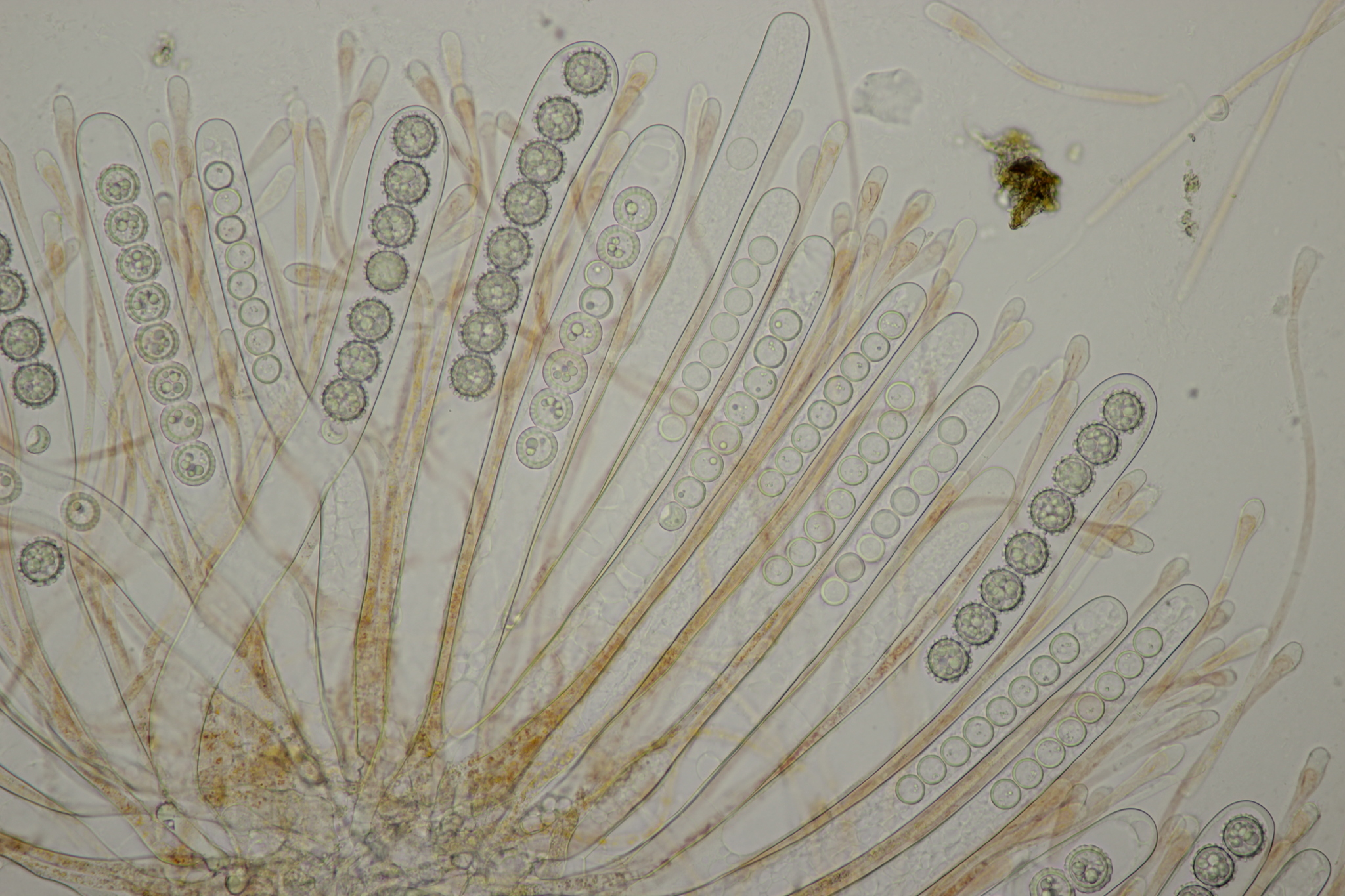
Asci met sporen en parafysen
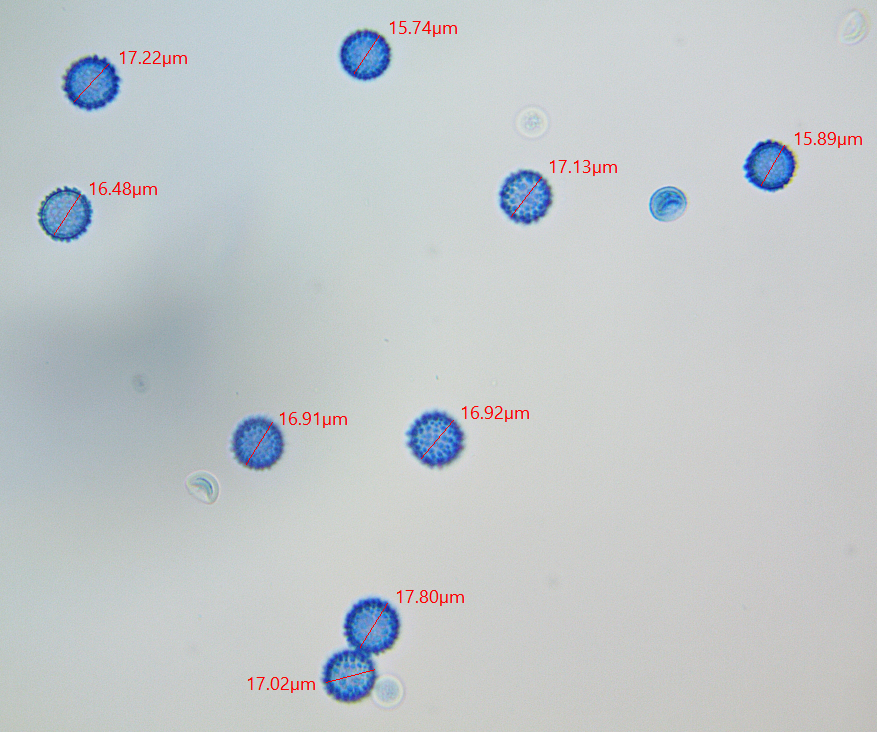
Sporen
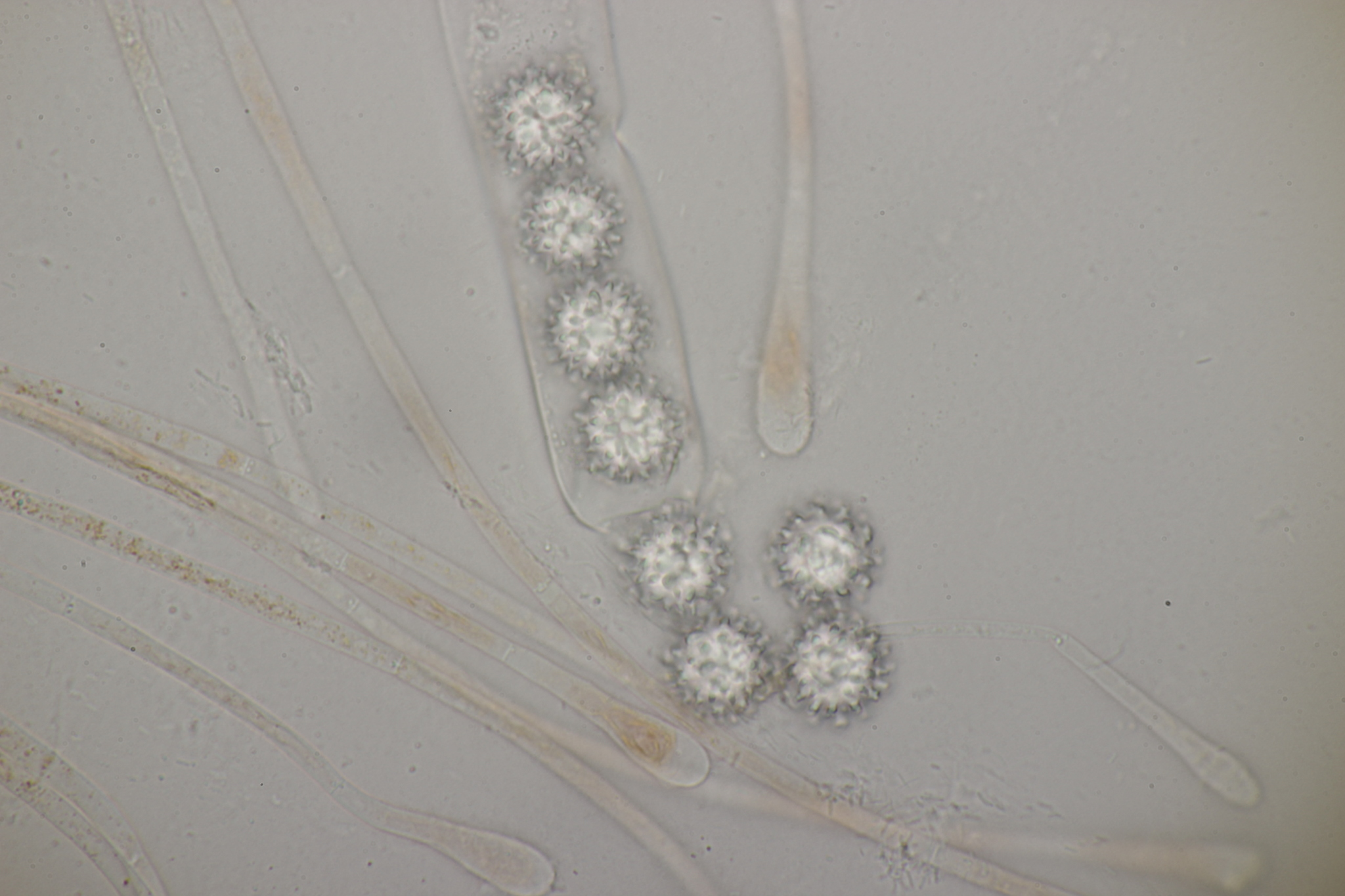
Sporen in ascus